# Blauwselmolen
Een blauwselmolen is een gespecialiseerde verfmolen waar smalt wordt vermalen tot poeder. Dit zogeheten blauwsel deed dienst als pigment in verfstoffen en de aardewerkindustrie, of als bleekmiddel, blauwsel, in de textielindustrie. Het smalt werd onder meer vervaardigd in Duitsland uit kobalterts.
Als blauwselmolen werd een rosmolen of een windmolen toegepast. Het gehele interieur van het fabriekje werd blauwgekleurd door het vele stof.
In 1851 stonden er in de Zaanstreek drie blauwselmolens.
Voorbeelden van blauwselmolens zijn:
- De Blauwe Hengst, van de firma Avis te Westzaan, 1702-1847
- De Meijer, idem, vanaf 1728
- Het Welvaren, idem, van 1847-1907
- De Blauwe Reiger te Zaandijk, tot 1842
- Het gekroonde Blauwselvat te Zaandijk, tot 1827
- De Blauwselmolen, een rosmolen te Weesp, 1643-1785
- De Blauwselmolen, aan de Lauriergracht te Amsterdam, begin 17e eeuw
- 1 à 2 blauwselmolens te Egmond aan den Hoef, begin 17e eeuw

beukmolen ·
blauwselmolen ·
cacaomolen ·
hennepklopmolen ·
ijzermolen ·
koldermolen ·
kopermolen ·
korenmolen ·
krijtmolen ·
kruitmolen ·
loodwitmolen ·
mosterdmolen ·
moutmolen ·
oliemolen ·
papiermolen ·
pelmolen ·
pepermolen ·
poldermolen ·
schelpzandmolen ·
schorsmolen ·
slijpmolen ·
snuifmolen ·
specerijenmolen ·
spinmolen ·
trasmolen ·
verfmolen ·
volmolen ·
zaagmolen